# Parafia Trójcy Przenajświętszej w Kochłowicach

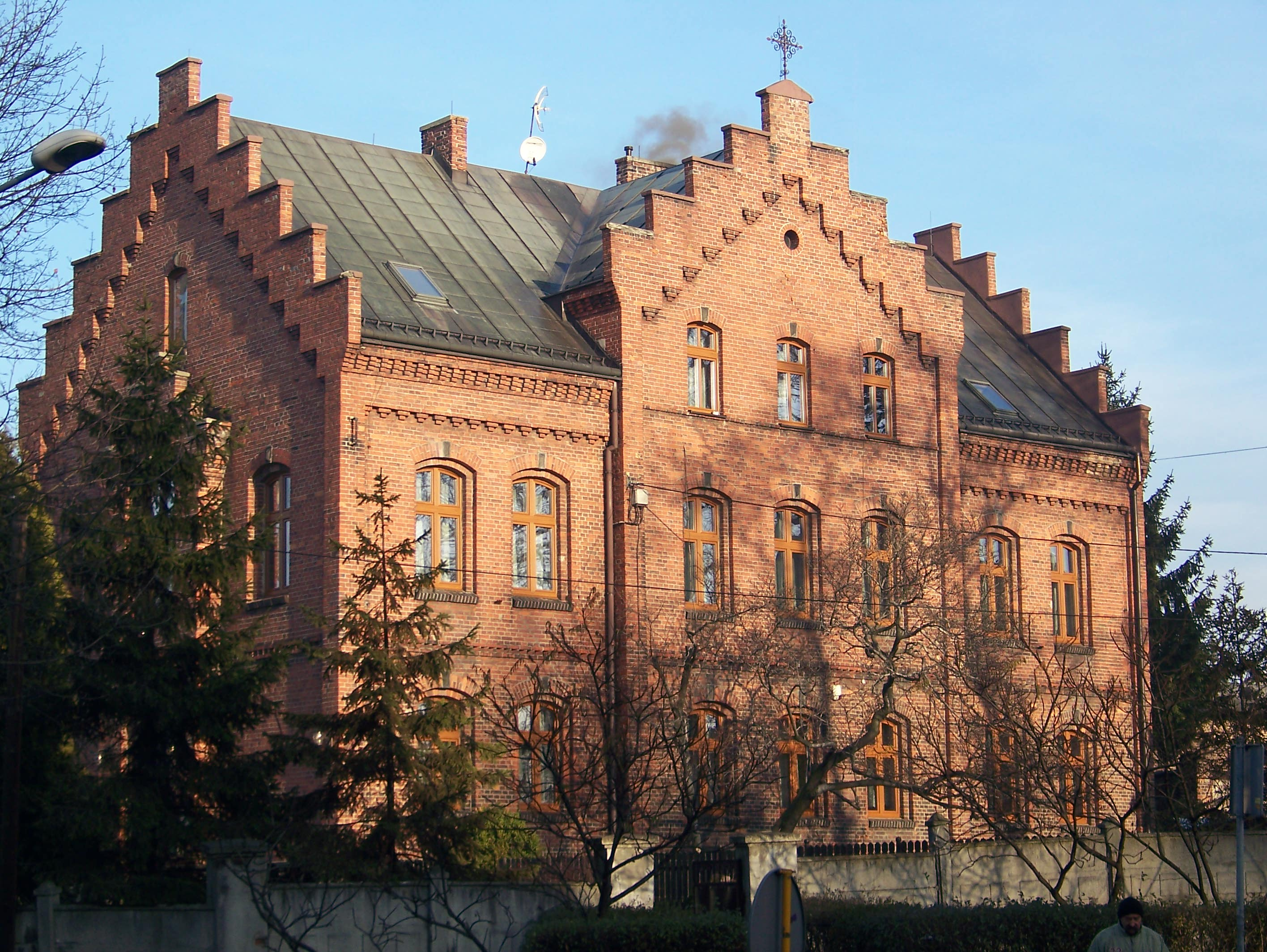
Probostwo Parafii Trójcy Przenajświętszej w Kochłowicach

Parafia Trójcy Przenajświętszej — rzymskokatolicka parafia mieszcząca się przy ulicy ks. Ludwika Tunkla 2 w Rudzie Śląskiej-Kochłowicach, należąca do dekanatu Kochłowice w archidiecezji katowickiej.

## Pierwszy kościół
Pierwsza wzmianka o Kochłowicach pojawia się w roku 1360. Od momentu powstania aż do XIX w. Kochłowice były wsią, a ludność utrzymywała się z roli. W XIX wieku Kochłowice zdobywają prawa miejskie, i tracą je w 1951 r. stając się częścią Nowego Bytomia, a od 1959 r. wchodzą w skład miasta Ruda Śląska.
Parafia kochłowicka wyłoniła się z parafii bielszowickiej. W 1648 r. biskup krakowski erygował parafię w Kochłowicach. Pierwszym proboszczem został ks. Stanisław Turski. W 1670 r. istniejący od 1590 r. kościół protestancki zamieniono na katolicki. Ten kościół przetrwał do początku XVIII wieku. W 1806 r. został wybudowany kościół murowany w stylu barokowym, obecnie pw. Matki Bożej z Lourdes.
W XIX wieku w okresie gwałtownej industrializacji i urbanizacji Górnego Śląska także Kochłowice przeszły duże przeobrażenia. Większość napływowej ludności była wyznania rzymskokatolickiego, więc mały kościółek parafialny nie mógł już pomieścić tak dużej liczby wiernych. Dlatego w 1886 roku ówczesny proboszcz ks. Matischok chciał wybudować nowy kościół, jednakże koniunktura w przemyśle górniczym załamała się i trzeba było plany budowy kościoła odłożyć na czas późniejszy.

## Kościół parafialny z 1902
Nową świątynię zaczęto budować w 1900 r. za rządów ks. Ludwika Tunkla. Budowa kościoła trwała do września 1902 r. W tymże roku został zbudowany trójnawowy kościół pw. Trójcy Przenajświętszej. Kościół został zbudowany w stylu neoromańskim z elementami stylu neogotyckiego. Kościół ma 57 m długości, 21 m szerokości w nawie podłużnej, a 31 m w nawie krzyżowej. Trójosiowa fasada z dwoma wieżami posiada w części środkowej trzy neoromańskie portale. Trójnawowe wnętrze świątyni z prezbiterium zamkniętym półokrągłą apsydą jest nakryte sklepieniem krzyżowo-żebrowym. Kościół posiada witraże i figury czterech ewangelistów. We wnętrzu wiszą obrazy olejne św. Barbary, Matki Bożej Niepokalanej, obrazy ołtarzowe Trójcy Przenajświętszej i Serca Jezusowego. Kościół może pomieścić 5 tys. wiernych. Został zaprojektowany przez Ludwiga Schneidera. Kościół wybudował Fedor Wieczorek z Królewskiej Huty.
W kościele znajdują się 30 głosowe organy piszczałkowe firmy Schlag&Sohne ze Świdnicy.
Za rządów ks. Tunkla w Kochłowicach powstały: probostwo, sierociniec im. „Hrabia Lazy”, dom starców tzw. „Zakład św. Józefa”.
Wskutek szkód górniczych kościół Świętej Trójcy zaczął popadać w ruinę i od wielu lat poddawany jest zabiegom konserwatorskim.
Z parafii wywodzi się 59 księży katolickich, w tym ks. dr Wilhelm Pluta, w latach 1958–1986 biskup gorzowski.
Od 1910 roku przy parafii działa Chór św. Cecylii w Kochłowicach.

## Proboszczowie
- ks. Ludwik Tunkel (1893–1922)
- ks. Paweł Pittach (1922–1924)
- ks. Jan Mencler administrator (1924)
- ks. Franciszek Szulc (1924–1958, wygnany z parafii w okresie okupacji, więzień okresu stalinowskiego)
- ks. Alojzy Pyrsz (administrator 1958–1960; proboszcz 1960–1981)
- ks. Joachim Krupa (1981–1989)
- ks. prałat Jerzy Lisczyk (1989–2018)
- ks. Jacek Błaszczok (2018–2021)
- ks. Cezariusz Wala (od 2021)